# Список жужелиц Армении
Список жужелиц Армении включает все виды, роды и другие таксоны жуков из семейства Жужелицы, обнаруженные на территории Армении.

## Список родов
- род Agonum — 2 вида в Армении
  - Agonum rugicolle Chaudoir, 1846 Армения, Болгария, Иран, Россия, Румыния, Сирия, Турция
  - Agonum carbonarium Dejean, 1828 Армения, Грузия, Италия, Португалия, Россия, Румыния, Турция, Франция, Швейцария
- род Amara — около 50 видов
- род Badister
  - Badister unipustulatus Bonelli, 1813
  - Badister collaris Motschulsky, 1844
  - Badister dilatatus Chaudoir, 1837
- род Bembidion — около 40 видов
- род Brachinus
- род Broscus
- род Calathus
- род Carabus
- род Chlaenius
- род Cicindela
- род Clivina
- род Cychrus
- род Dyschirius
- род Elaphrus
- род Harpalus
- род Lebia
- род Nebria
  - Nebria sevanenisis Shivenkov, 1983 Армения
- род Omophron
  - Omophron limbatum Fabricius, 1777
- род Ophonus
- род Pogonus
- род Pterostichus
- род Tachys
- род Zabrus
- род Zuphium Latreille, 1806
  - Zuphium araxidis Iablokoff-Khnzorian, 1972 Азербайджан, Армения, Болгария [2]